# Episodi di Shadowhunters (prima stagione)
La prima stagione della serie televisiva Shadowhunters è trasmessa in prima visione negli Stati Uniti sul canale Freeform (ex ABC Family) dal 12 gennaio 2016.
In Italia gli episodi della stagione vengono pubblicati settimanalmente su Netflix il giorno dopo la messa in onda statunitense.
| n° | Titolo originale                 | Titolo italiano                     | Prima TV USA     | Pubblicazione Italia |
| -- | -------------------------------- | ----------------------------------- | ---------------- | -------------------- |
| 1  | The Mortal Cup                   | La coppa mortale                    | 12 gennaio 2016  | 13 gennaio 2016      |
| 2  | The Descent Into Hell Isn't Easy | La discesa all'inferno non è facile | 19 gennaio 2016  | 20 gennaio 2016      |
| 3  | Dead Man's Party                 | La festa del morto                  | 26 gennaio 2016  | 27 gennaio 2016      |
| 4  | Raising Hell                     | Confusione infernale                | 2 febbraio 2016  | 3 febbraio 2016      |
| 5  | Moo Shu to Go                    | Moo Shu da asporto                  | 9 febbraio 2016  | 10 febbraio 2016     |
| 6  | Of Men and Angels                | Uomini e angeli                     | 16 febbraio 2016 | 17 febbraio 2016     |
| 7  | Major Arcana                     | Arcani maggiori                     | 23 febbraio 2016 | 24 febbraio 2016     |
| 8  | Bad Blood                        | Sangue cattivo                      | 1º marzo 2016    | 2 marzo 2016         |
| 9  | Rise Up                          | Nuovi poteri                        | 8 marzo 2016     | 9 marzo 2016         |
| 10 | This World Inverted              | Mondo capovolto                     | 15 marzo 2016    | 16 marzo 2016        |
| 11 | Blood Calls to Blood             | Sangue chiama sangue                | 22 marzo 2016    | 23 marzo 2016        |
| 12 | Malec                            | Malec                               | 29 marzo 2016    | 30 marzo 2016        |
| 13 | Morning Star                     | Stella del mattino                  | 5 aprile 2016    | 6 aprile 2016        |

## La coppa mortale
- Titolo originale: The Mortal Cup
- Diretto da: McG
- Scritto da: Ed Decter

### Trama
Nel giorno del suo diciottesimo compleanno Clary Fray assiste a un omicidio, commesso congiuntamente da tre ragazzi, invisibili a tutti tranne che a lei. Tornata a casa, la madre Jocelyn le dice che c'è una spiegazione a ciò, ma non ha il tempo di esporgliela perché viene rapita da alcuni individui, che fanno parte del Circolo, un gruppo capeggiato da un uomo al quale Jocelyn ha nascosto una cosa molto importante. Clary tramite un portale viene spedita alla stazione di polizia, dove trova Luke, fidanzato della madre. Arrivata lì però Clary sente Luke dire a due membri del Circolo, venuti a cercarlo, che a lui non importa niente né di Jocelyn né di Clary.
La ragazza perciò torna a casa sconvolta ma, quando sopraggiunge, la trova distrutta. Dot, un'amica della madre che si trova lì, le riferisce che Jocelyn è stata rapita da alcuni Shadowhunters, mandati dall'uomo del suo passato, in cerca della Coppa Mortale. Dot si rivela però essere un demone mutaforma e attacca Clary, la quale viene salvata da uno dei ragazzi che aveva visto quella stessa sera. Dopo l'aggressione Clary si risveglia in un luogo sconosciuto, circondata dai tre ragazzi che aveva visto nel club, i quali, finalmente, le si presentano: quello che l'ha salvata si chiama Jace, l'altro ragazzo Alec, mentre la ragazza Isabelle.
Jace racconta a Clary che loro sono Shadowhunter, guerrieri dal sangue metà angelico e metà umano che proteggono il mondo dai demoni. Jace dice a Clary che anche lei deve avere sangue angelico, poiché la runa che le ha impresso per farla guarire dal veleno del demone che l'aveva morsa non l'ha uccisa. Intanto Simon, il suo migliore amico mondano, la raggiunge nei pressi di una chiesa abbandonata, ma viene seguito da uno dei membri del circolo che vogliono rapire Clary. La ragazza viene nuovamente salvata da Jace che le offre protezione ed aiuto per trovare sua madre.
Intanto a Černobyl' Valentine, il capo del Circolo, tiene in ostaggio Jocelyn, sua amata, nella speranza di riuscire a recuperare la Coppa Mortale.
- Ascolti USA: 1.82 milioni[4]

## La discesa all'inferno non è facile
- Titolo originale: The Descent Into Hell Isn't Easy
- Diretto da: Mick Garris
- Scritto da: Ed Dicted e Hollie Overton

### Trama
Il Circolo è ritornato e anche Valentine. Con tutti gli Shadowhunters alla ricerca della Coppa Mortale, l'Istituto di New York è in massima allerta. Dopo che Hodge confessa a Clary che Jocelyn era un membro del Circolo, si rendono conto che l'unico modo per trovare la Coppa è recuperare i ricordi di Clary. Jace, Clary, Alec, Isabelle e Simon vanno quindi alla Città di Ossa per chiedere aiuto ai Fratelli Silenti. Clary non riesce a recuperare i suoi ricordi nemmeno con il loro aiuto, ma scopre di essere la figlia di Valentine.
All'uscita della Città di Ossa, Clary scopre che Simon è stato rapito dai vampiri, che lo vogliono scambiare per la Coppa.
- Ascolti USA: 1.01 milioni[5]

## La festa del morto
- Titolo originale: Dead Man's Party
- Diretto da: Andy Wolk
- Scritto da: Marjorie David

### Trama
Gli Shadowhunter pianificano di salvare Simon dall'Hotel Dumort, dove è tenuto prigioniero da Camille Belcourt, Raphael Santiago e il resto dei vampiri sotto i comandi di Camille.
Alec e Jace hanno una discussione a causa di Clary, dato che Alec non riesce a fidarsi della figlia di Valentine e crede che potrebbe essere solo un piano per farsi aiutare a trovare la Coppa Mortale. Isabelle fa visita a Meliorn, il suo amante Seelie, da cui recupera informazioni su come entrare all'Hotel Dumort.
Riescono ad entrare ed a salvare Simon, che però ha bevuto il sangue di Camille e crede di essere in processo di trasformazione in vampiro.
- Ascolti USA: 0.98 milioni[6]

## Confusione infernale
- Titolo originale: Raising Hell
- Diretto da: Tawnia McKiernan
- Scritto da: Michael Reisz

### Trama
Simon discute con Jace e lascia l'Istituto. Gli Shadowhunters promettono un prezioso pendente al Sommo Stregone di Brooklyn, Magnus Bane, per farlo uscire dal suo nascondiglio e per chiedere il suo aiuto nel trovare i ricordi di Clary.
Magnus li informa che ha dato i ricordi ad un demone della memoria per protezione e scappa dopo essere stato trovato dal Circolo. Gli Shadowhunter riescono a rintracciare nuovamente Magnus al suo covo e qui evocano il demone della memoria. Durante il pagamento al demone, le insicurezze personali di Alec nei confronti dei suoi sentimenti verso Jace, lo portano a rompere il cerchio che imprigionava il demone. Clary è costretta a uccidere il demone per salvare la vita di Jace e, quindi, perde tutti i suoi ricordi.
Nel frattempo, Simon continua ad avere visioni di Camille e ritorna all'Hotel Dumort.
- Ascolti USA: 0.96 milioni[7]

## Moo Shu da asporto
- Titolo originale: Moo Shu to Go
- Diretto da: Kelly Makin
- Scritto da: Angel Dean Lopez

### Trama
Maryse Lightwood arriva all'Istituto con una missione dai Seelie per Isabelle e Jace. Alec viene assegnato alla sorveglianza di Clary, ma lei scappa per tornare al suo vecchio appartamento per cercare la scatola segreta della madre. Tuttavia dopo aver distratto Alec, i licantropi "arrestano" Clary e Simon. Clary viene interrogata sul luogo della Coppa Mortale e minacciano di uccidere Simon se non collabora.
Durante il salvataggio di Clary e Simon, gli Shadowhunter vengono aiutati da Luke che sfida da l'Alpha del clan, lo uccide e ne assume il titolo.
- Ascolti USA: 0.95 milioni[8]

## Uomini e angeli
- Titolo originale: Of Men and Angels
- Diretto da: Oz Scott
- Scritto da: Y. Shireen Razack

### Trama
Clary, Jace e Simon portano Luke in fin di vita da Magnus. Mentre Simon e Jace vanno alla ricerca degli ingredienti mancanti per la pozione, all'insistenza di Luke, Magnus racconta a Clary della storia del Circolo e del coinvolgimento della madre.
Nel frattempo, Robert Lightwood arriva all'Istituto per mediare con i Seelie e per ripristinare l'importanza del nome di famiglia. Quando Alec viene informato da Isabelle dei piani dei genitori per un matrimonio combinato, lascia arrabbiato l'Istituto e si dirige al loft di Magnus. Qui, aiuta lo stregone a salvare la vita di Luke.
Luke, una volta ripresosi, confessa a Clary il coinvolgimento emotivo tra lui e sua madre che portò Valentine alla pazzia. Il licantropo informa anche la ragazza dell’esistenza  di un suo fratello, Jonathan Christopher, morto in un incendio causato da Valentine. Clary scopre quindi uno dei suoi poteri e anche la collocazione della Coppa Mortale.
- Ascolti USA: 0.95 milioni[9]

## Arcani maggiori
- Titolo originale: Major Arcana
- Diretto da: J. Miles Dale
- Scritto da: Peter Binswanger

### Trama
Clary rivela che la Coppa è nascosta in una carta dei tarocchi che Luke custodisce per protezione. Quando Luke va alla sua scrivania per riprendere la carta, viene preso dagli affari interni per essere interrogato su un caso di omicidi. Durante l'interrogatorio, il suo capo viene ucciso da un demone.
Clary, Jace, Isabelle e Alec mettono in azione un piano per recuperare la Coppa Mortale, ma vengono rintracciati dai demoni. Quando Clary viene affrontata da un mutaforma con le sembianze di Jace, lei riconosce le differenze e lo uccide. Attaccata da altri demoni, Clary riesce ad estrarre la Coppa dalla carta e ad usarla per far allontanare i demoni. Arrivata all'Istituto, Clary bacia il vero Jace.
Nel frattempo, il comportamento strano di Simon inizia a preoccupare Maureen e la sua famiglia, che credono stia utilizzando droghe. Ritorna quindi all'Hotel Dumort, dove incontra Camille.
- Ascolti USA: 0.84 milioni[10]

## Sangue cattivo
- Titolo originale: Bad Blood
- Diretto da: Jeremiah S. Chechik
- Scritto da: Allison Rymer

### Trama
Raphael arriva all'Istituto con Simon che è stato attaccato da Camille. Lui informa Clary che, se Simon non viene seppellito prima dell'alba oppure ucciso con un paletto, la sua anima sarà intrappolata per l'eternità.
Una rappresentante del Clave, Lydia Branwell, arriva all'Istituto per assumerne il comando. Valentine manda un Dimenticato ad attaccare il clan di licantropi, ma Luke lo uccide. Mentre recuperano il cadavere, Lydia inavvertitamente rivela ad Alec che i suoi genitori facevano parte del Circolo. Isabelle esegue l'autopsia sul Dimenticato e scopre che il suo sangue contiene proprietà angeliche, che gli permettono di entrare nell'Istituto e attaccare Hodge. Alec lo aiuta ed insieme lo uccidono.
Alla fine, Alec decide di chiedere la mano di Lydia per salvare l'orgoglio ed il nome
dei Lightwood e per poter così dirigere l'Istituto di New York insieme, ignorando i suoi sentimenti per Magnus. Clary decide di seppellire Simon per farlo trasformare in vampiro, ma quando si risveglia si vede come un mostro. Raphael, nel frattempo, si ribella al comando di Camille e la fa rinchiudere. 
- Ascolti USA: 0.87 milioni[11]

## Nuovi poteri
- Titolo originale: Rise Up
- Diretto da: J. Miller Tobin
- Scritto da: Hollie Overton

### Trama
A seguito dell'attacco del Dimenticato, l'Istituto è in massima allerta. Lydia arresta Meliorn presumibilmente per aver fatto trapelare informazioni su Valentine in mano agli Shadowhunters. Durante l'interrogatorio Meliorn si lascia scappare che la Coppa Mortale è nelle mani di Clary.
Jace, Isabelle e Clary decidono di agire da soli per evitare che la Coppa finisca nelle mani del Clave. Con l'aiuto di Magnus, i tre Shadowhunters rubano la Coppa dal nascondiglio di Alec e la portano fuori dall'Istituto. Nel frattempo, Alec confessa di aver chiesto la mano di Lydia a Magnus, che gli dice addio.
Più tardi Clary, Isabelle e Jace chiedono aiuto ai licantropi ed ai vampiri per salvare la vita di Meliorn, prima che questo possa essere torturato e ucciso dai Fratelli Silenti nella Città di Ossa. Durante la missione di salvataggio, Alec e Jace si affrontano, nonostante il loro forte legame parabatai, e decidono di seguire strade diverse. 
- Ascolti USA: 0.95 milioni[12]

## Mondo capovolto
- Titolo originale: This World Inverted
- Diretto da: J. Miles Dale
- Scritto da: Y. Shireen Razack

### Trama
Meliorn porta Clary e Jace nel reame dei Seelie e rivela un portale per un'altra dimensione, da dove arriva il pezzo di portale della collana di Clary. Dice a Clary che se riesce a trovare il resto del portale sarà portata dal padre. Quando arriva in quest'altra dimensione Clary scopre che gli Shadowhunter non esistono più da molto tempo e il mondo è in pace.
Isabelle viene arrestata da Lydia per aver rivelato informazioni a Meliorn e Alec cerca di aiutarla rintracciando Jace e la Coppa. Arrivano però troppo tardi e Jace è già entrato nel portale dell'altra dimensione per inseguire il demone che era precedentemente entrato.
Con l'aiuto di Magnus, Clary e Jace trovano il resto del portale e, dopo averlo attraversato, si ritrovano nel covo di Valentine. Qui non trovano però il padre di Clary, ma quello di Jace, Michael Wayland, creduto morto.
- Ascolti USA: 0.78 milioni[13]

## Sangue chiama sangue
- Titolo originale: Blood Calls to Blood
- Diretto da: Mairzee Almas
- Scritto da: Marjorie David

### Trama
Clary, Jace e Michael Wayland vanno da Luke per chiedergli aiuto. Mentre sono lì, Michael rivela che il nuovo nascondiglio di Valentine è un ospedale abbandonato su Long Island.
Nel frattempo il processo di Isabelle inizia e Magnus si presta ad essere il suo avvocato. Durante l'interrogatorio, Lydia si rende conto che il processo non ha un senso e ritira le accuse, ma la Madama Inquisitore riafferma che Isabelle riconquisterà la sua libertà solo in cambio della Coppa Mortale.
Jace, Michael, Luke e Clary vanno a recuperare Jocelyn, ancora addormentata, ma vengono circondati dai demoni. Michael prende la Coppa Mortale per comandare i demoni e rivela di essere in realtà Valentine stesso. Clary in quel momento rivela di averlo già capito e di non avergli dato la Coppa Mortale, ma solo un duplicato. Prima di scappare attraverso il portale, Valentine informa Jace che lui è suo padre e che Clary è sua sorella.
Jace e Clary tornano quindi all'Istituto con la Coppa e Isabelle viene liberata.
- Ascolti USA: 0.78 milioni[14]

## Malec
- Titolo originale: Malec
- Diretto da: James Marshall
- Scritto da: Michael Reisz

### Trama
Con l'avvicinarsi del matrimonio, Alec si trova in conflitto con i suoi sentimenti per Magnus. Isabelle gli organizza un addio al celibato, dove Alec e Jace ricuciono il loro rapporto.
Nel frattempo, Jace, Clary e Magnus fanno visita a Ragnor Fell, lo stregone che ha creato l'incantesimo per Jocelyn. Subito dopo aver rivelato che l'antidoto è scritto nel Libro bianco, Ragnor viene ucciso da un demone.
Durante la cerimonia del matrimonio, Magnus si presenta, facendo comprendere ad Alec che non può sposarsi con Lydia. Dopo essersi scusato con la ragazza, si avvicina allo stregone e lo bacia di fronte a tutti gli invitati. Poco dopo, Maryse esprime il suo disappunto con Alec, Robert invece offre un sostegno.
Più tardi, analizzando gli oggetti ritrovati nella casa di Ragnor, Magnus scopre che il Libro Bianco si trova nelle mani di Camille. Mentre Lydia si organizza per tornare ad Idris, Hodge la attacca e le ruba la Coppa. 
- Ascolti USA: 0.82 milioni[15]

## Stella del mattino
- Titolo originale: Morning Star
- Diretto da: J. Miles Dale
- Scritto da: Peter Binswanger

### Trama
Gli Shadowhunters scoprono che Hodge è scappato con la Coppa Mortale, ora nelle mani di Valentine che comincia a creare la sua personale armata di Shadowhunter.
Jace e Alec danno la caccia ad Hodge con l'aiuto di Luke. Jace lo trova e durante la battaglia gli taglia una mano, per poi partire da solo all'inseguimento di Valentine.
Nel frattempo, Clary, Isabelle e Simon vanno all'Hotel Dumort per prendere il Libro Bianco a Camille. Dopo aver sfidato il resto del clan che non voleva liberarla, riescono a farla uscire e la portano al loft di Magnus. Qui lo stregone scrive un contratto in cui Simon dichiara di aver richiesto di essere trasformato in un vampiro, in cambio dell'aiuto di Camille nel ritrovare il Libro.
Il gruppo si sposta quindi all'appartamento di Camille, nell’Upper East Side. Clary non senza difficoltà riesce a trovare il libro, ma ben presto vengono assaliti dai membri del Circolo. Jace arriva per combattere Valentine, ma finisce per unirsi a lui sotto minaccia per salvare i suoi amici.
Tornati all'Istituto, Magnus risveglia Jocelyn, che si risveglia con la figlia e Luke.
- Ascolti USA: 0.76 milioni[16]